# Hieracium alatum
Hieracium alatum là một loài thực vật có hoa trong họ Cúc. Loài này được Lapeyr. mô tả khoa học đầu tiên năm 1813.